# Crystal City (Texas)
Crystal City ist eine Stadt im US-Bundesstaat Texas im Zavala County, dessen Bezirkshauptstadt sie ist. Sie hat eine Fläche von 9,4 km2. Das U.S. Census Bureau hat bei der Volkszählung 2020 eine Einwohnerzahl von 6.354 ermittelt.
Crystal City nennt sich „Welthauptstadt des Spinats“.

## Internierung von möglicherweise „feindlichen Ausländern“
Nach der Kriegserklärung Deutschlands im Dezember 1941 wurden z. B. deutschstämmige Amerikaner und Immigranten (enemy aliens) hier während des Zweiten Weltkriegs durch das US-Justizministerium interniert. Das Lager „Crystal City“ hatte verschiedene Abschnitte für die verschiedenen Herkunftsnationalitäten. Als Möglichkeit der Internierung zu entgehen gab es bis Ende des Krieges die Rückführung nach Deutschland mittels eines norwegischen Schiffes.